# Liste der Biografien/Crv
Liste der Biografien |
Portal Biografien |
Personensuche
# |
A |
B |
C |
D |
E |
F |
G |
H |
I |
J |
K |
L |
M |
N |
O |
P |
Q |
R |
S |
T |
U |
V |
W |
X |
Y |
Z |
?
 
Ca |
Cb |
Cc |
Ce |
Ch |
Ci |
Cj |
Ck |
Cl |
Cm |
Cn |
Co |
Cr |
Cs |
Ct |
Cu |
Cv |
Cw |
Cy |
Cz
 
Cra |
Cre |
Crh |
Cri |
Crk |
Crl |
Crn |
Cro |
Cru |
Crv |
Cry |
Crz
Die Liste der Biografien führt alle Personen auf, die in der deutschsprachigen Wikipedia einen Artikel haben. Dieses ist eine Teilliste mit 4 Einträgen von Personen, deren Namen mit den Buchstaben „Crv“ beginnt.

## Crv
- Črv, Benjamin (* 1996), slowenischer Skilangläufer
- Črv, Vili (* 1999), slowenischer Skilangläufer

### Crve
- Crvenkovski, Branko (* 1962), mazedonischer Präsident (2004–2009)Branko Crvenkovski (* 1962)

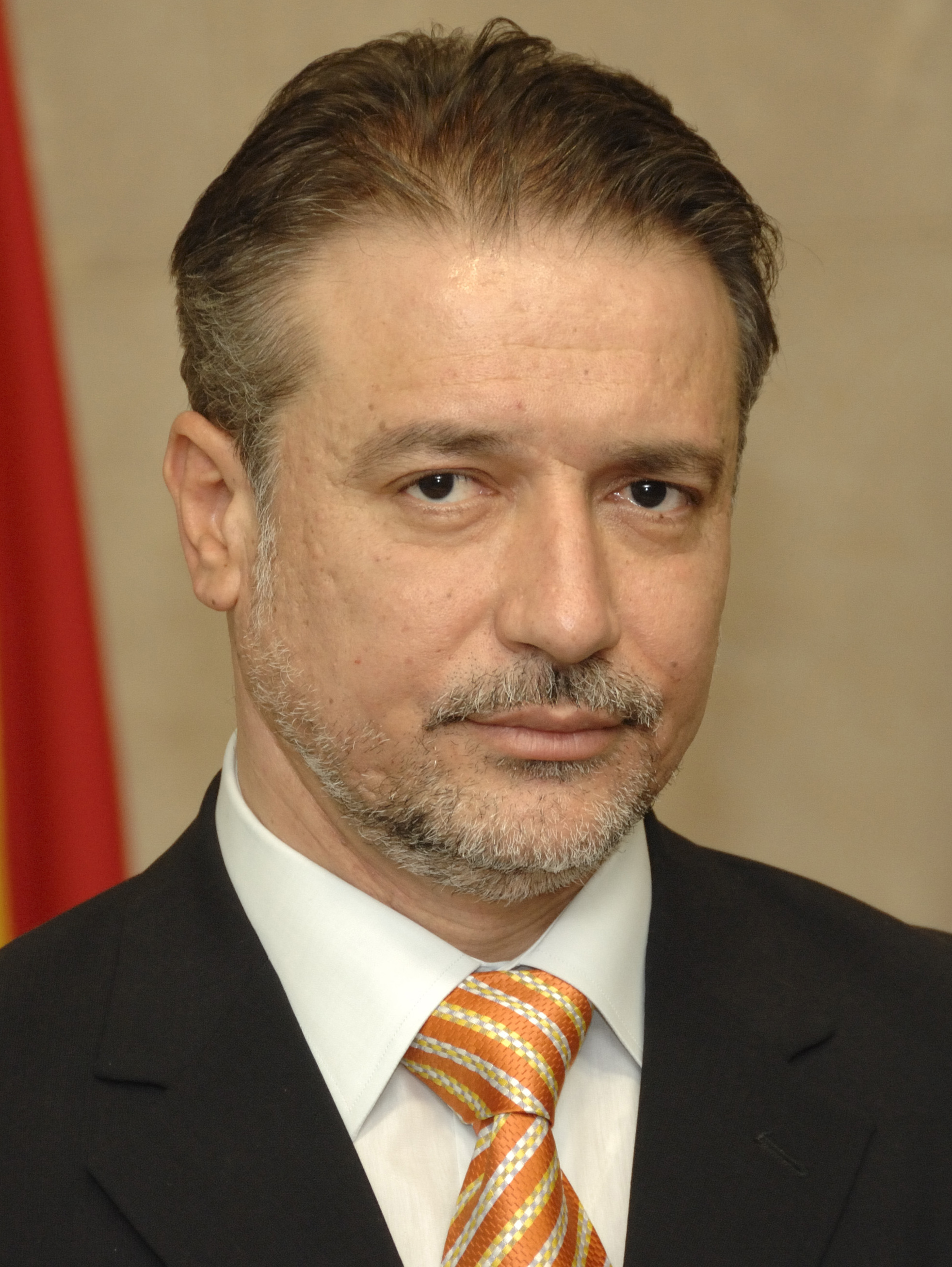
Branko Crvenkovski (* 1962)

- Crvenkovski, Krste (1921–2001), mazedonischer und jugoslawischer Politiker